# والي غيلبرت
والي غيلبرت (بالإنجليزية: Wally Gilbert)‏ هو لاعب كرة قاعدة أمريكي، ولد في 19 ديسمبر 1900 في أوسكودا في الولايات المتحدة، وتوفي في 7 سبتمبر 1958 في دولوث في الولايات المتحدة.

## وصلات خارجية
- والي غيلبرت على موقعبيزبول رفرنس.كوم (الدوري الرئيسي) (الإنجليزية)
- والي غيلبرت على موقعبيزبول رفرنس.كوم (الدوري الثانوي) (الإنجليزية)
- والي غيلبرت على موقع جمعية أبحاث البيسبول الأمريكية (الإنجليزية)